# Giovani mariti
Giovani mariti é um filme de comédia italiano de 1958, dirigido por Mauro Bolognini. Foi apresentado no Festival de Cannes de 1958.
Para este filme, Armando Nannuzzi ganhou o prêmio Nastro d'Argento para Melhor cinematografia.

## Elenco
- Anne-Marie Baumann - Fanny
- Gérard Blain - Marcello
- Guido Celano - pai do Franco
- Roberto Chevalier - Checchino
- Antonio Cifariello - Ettore
- Isabelle Corey - Laura
- Ennio Girolami - Franco
- Anna Maria Guarnieri - Ornella
- Franco Interlenghi - Antonio
- Sylva Koscina - Mara
- Antonella Lualdi - Lucia
- Lilly Mantovani - Lily
- Raf Mattioli - Giulio
- Rosy Mazzacurati - Donatella
- Lila Rocco - Gilda
- Marcella Rovena - mãe do Franco